# Llista d'asos de l'aviació de la Primera Guerra Mundial
A continuació hi podreu trobar llistes d'asos de l'aviació de la Primera Guerra Mundial. Un as és un aviador militar acreditat amb almenys 5 victòries en combats aeris. El terme as fou utilitzat per primer cop pels diaris francesos, descrivint Adolphe Pégoud com l'as, després d'abatre 5 aparells alemanys.

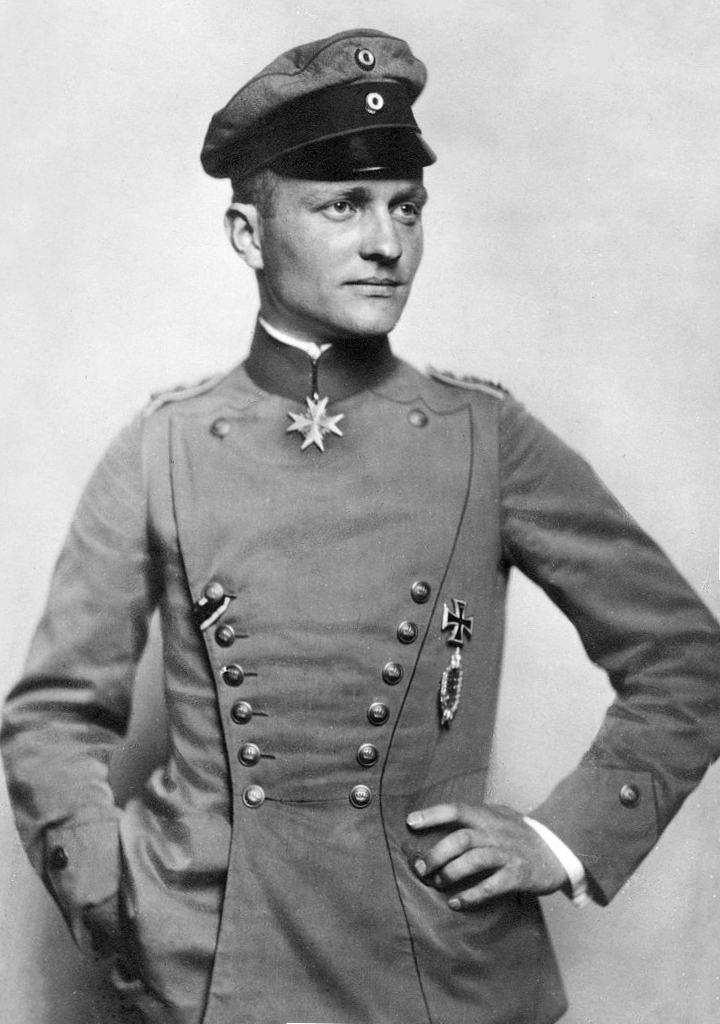
Manfred von Richthofen, l'as amb més victòries de la Primera Guerra Mundial amb la Pour le Mérite, la medalla militar amb més valor de Prússia, en un retrat oficial el 1917

## Sistemes d'acreditació
Durant la Primera Guerra Mundial els diversos serveis militars tenien els seus propis mètodes de comptatge i acreditació de victòries aèries.
Per exemple, els alemanys no utilitzaven el terme "as" però es referien als pilots alemanys amb 10 victòries com Überkanone i publicitaven els seus noms i puntuacions, amb la finalitat de moralitzar el poble. L'acreditació alemanya era força rigorosa. Cada victòria havia de ser reclamada en un informe al comandant corresponent. L'informe passava per la cadena de comandament per a ser avaluat. Els aparells enemics abatuts en territori alemany eren òbviament més fàcils de confirmar. Aquells que eren abatuts més enllà de les línies enemigues havien de ser verificats per alguna observador alemany. Cada victòria era acreditada únicament per a un sol pilot. En cas de disputa, la victòria s'acreditava a l'esquadró en lloc de a un individual. L'única excepció a aquest cas era acreditar la victòria tant al pilot com a l'observador/metralladora dels aparells biplans.
D'altra banda, l'Imperi Britànic va començar a acreditar les victòries tant a aparells enemics abatuts o forçats a volar a baixa alçada fora de la lluita com als forçats a aterrar. Aquest estàndard seria conegut més tard amb la categoria "fora de control". Els britànics també comptaven la victòria a tot pilot o observador/metralladora involucrat en la victòria. Després de 1916, els oficials britànics guardonaven a alguns pilots o observadors que havien participat en cinc combats aeris considerats decisius pel comandant de l'esquadró amb la Creu Militar tot i que el terme "as" no va ser mai utilitzat oficialment entre els britànics. A més, el sistema britànic no seguia uns procediments tan estrictes com l'alemany. Un comandant britànic, que sovint ni tan sols era pilot o ho era ocasionalment, acceptava o no reclamacions de victòries a partir dels informes, i podia anotar o no les seves decisions al mateix informe. Les reclamacions acceptades es passaven per la cadena de comandament de brigada.
Durant els primers anys, els francesos eren totalment incongruents a l'hora d'avaluar les victòries dels seus pilots, però a principis de 1916, van començar a seguir uns procediments similars als dels alemanys. Només aparells enemics destruïts, abatuts o capturats eren comptats. Tot i això, els francesos, similarment als britànics, permetien assignar les victòries a tots els involucrats en la destrucció o captura d'un aparell enemic.
Les acreditacions dels estatunidencs eren assignades de diverses maneres. Els esquadrons que maniobraven sota control britànic es regien pels seus estàndards, de la mateixa manera que ho feien els que estaven sota les ordres dels francesos.

## Condicions que afecten la precisió de les acreditacions
El nombre de victòries reclamades per un as estan encara avui subjectes a investigació. A part dels diversos mètodes utilitzats per acreditar les diferents victòries dels pilots, hi va haver diversos factors que comportaren incertesa a aquestes estadístiques. Per exemple, enmig del caos de la batalla o d'un dogfight, un pilot anotador podia distreure's fàcilment degut a l'entorn, essent atacat per altres aparells, antiaeris, la dificultat d'apuntar a un altre aparell, el risc de col·lisió, canvis en el temps, la direcció o velocitat del vent, etc.
Fins i tot en una disputa d'un contra un altre era possible errar. Els pilots sovint simulaven estar fora de combat en situacions adverses per a enganyar el rival simulant una pèrdua del control de l'aparell, com si els haguessin abatut. Un cop fora de perill, el pilot recobraria el control de l'aparell, sovint per reentrar en la lluita.
El domini del territori situat sota algunes batalles aèries també tenia e seu efecte quant a verificar les victòries. Un aparell abatut sobre territori enemic no podia ser, òbviament, confirmat per les tropes de terra. Com que els combats aeris sovint tenien lloc sobre o darrere les línies alemanyes, el nombre de victòries dels alemanys són sovint considerades més acurades, ja que era més fàcil verificar les victòries d'aquests en poder ser verificats en propi territori. A més, el handicap dels britànics al trobar vent de cara en tornar cap a les seves línies avantatjava als pilots alemanys.
Les victòries mostrades a la llista poden no ser definitives, però estan basades en les millors fonts d'informació possibles avui dia.